# Pinsa
Pinsa är en pizzaliknande maträtt. Den tillagas ofta med mozzarella, chèvre, färskost och ruccola eller basilika, men finns liksom pizza, i många olika variationer. Namnet kommer ifrån latinets "pinsere", att trycka ut eller platta till. 

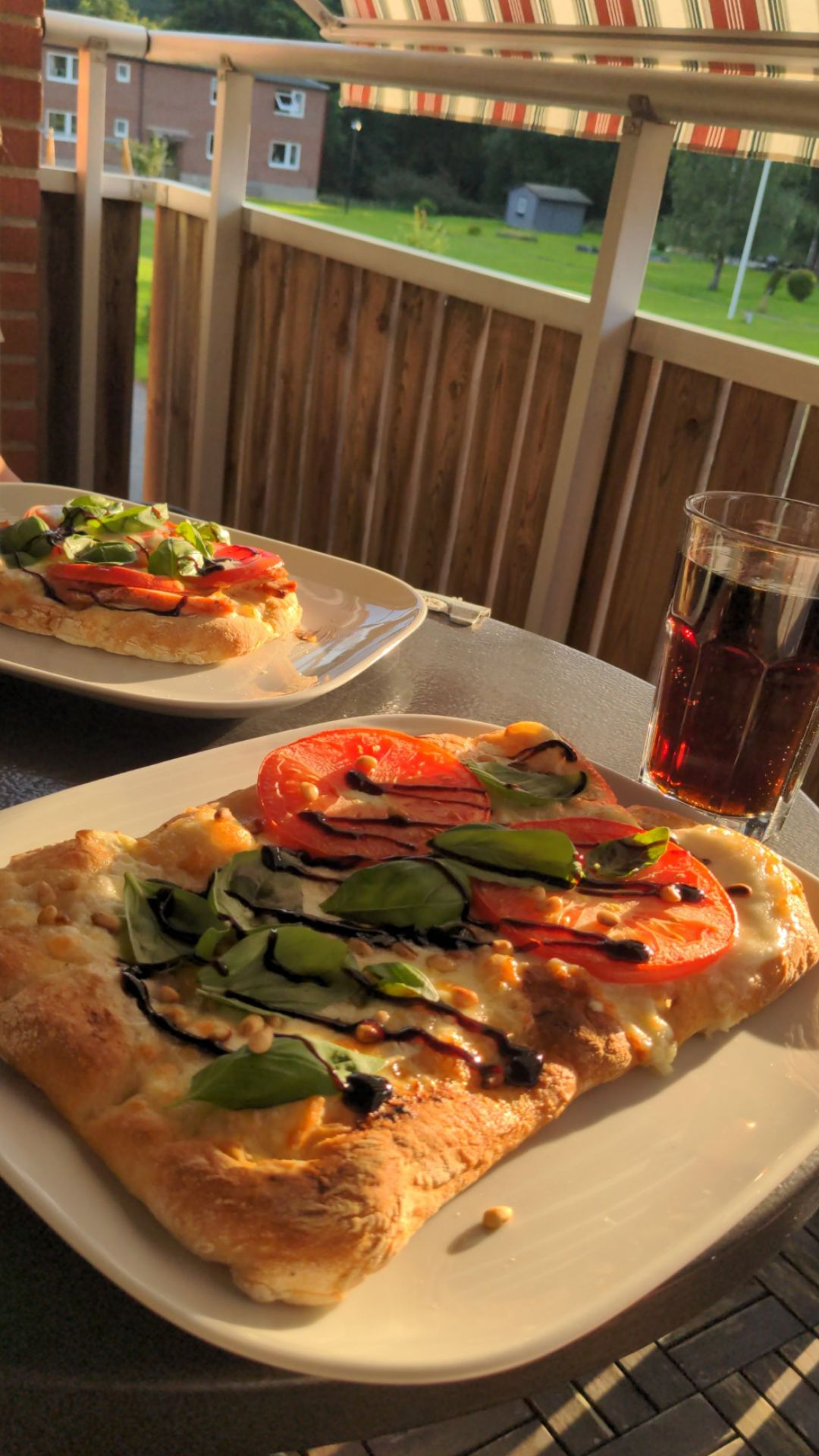
Pinsa med färsk basilika, bifftomat, balsamico och pinjenötter.

## Deg
Brödet består av en blandning av vetemjöl, rismjöl och sojamjöl och ska jäsa under en längre tid.  Den görs på vatten, mjöl, olivolja och jäst, vilket gör att den inte innehåller så mycket fetter. Den ska jäsas i två omgångar och knådas ut och formas med händerna.

## Skillnader från pizza
Till skillnad från den vanliga pizzan, är pinsan oftast oval eller rektangulär och vanligtvis mycket mindre i storlek. Den tillagas på lägre temperatur (250-300°C) och ska jäsa längre än pizzadegen.Den har mindre fetter och kalorier än en vanlig pizza. Den anses vara som en blandning mellan pizza och focaccia.